# Динозаври ХХ століття
«Динозаври ХХ століття» («Динозавры ХХ века») — радянський художній фільм 1990 року, знятий режисером Хабібом Файзієвим.

## Сюжет
Повернувшись у рідне село, демобілізований десантник дізнається, що його брат став жертвою наркомафії. Він вирішує помститися за його смерть і їде в місто…

## У ролях
- Карим Мірхадієв — Фархад Халілов
- Армен Джигарханян — Сергій Львович Додін, голова наркомафії
- Лев Дуров — Кадиров, наркокур'єр
- Анатолій Кузнецов — Крючков, слідчий, полковник
- Володимир Коренєв — Сьомін, член наркомафії
- Тимофій Співак — Хаджаєв, член наркомафії
- Леонід Кулагін — Едуард Георгійович, ватажок банди
- Борис Хімічев — Ахмат, господар шашличної
- Тулкун Таджієв — Артиков, член наркомафії
- Володимир Харковський — Анатолій Сергійович Зайцев, професор-хімік, член наркомафії
- Ульмас Юсупов — Назаров, член наркомафії
- Закір Мухамеджанов — Карім-ата, батько Фархада
- Уміда Ахмедова — Саїда
- Ільхом Юлчієв — Пулат
- Тамара Романова — Марта
- Баходир Закіров — хлопець із сережкою
- Машраб Кімсанов — Алім
- Рафік Юсупов — Макс
- Бобо Чорієв — Санат
- Анвара Алімова — бабуся Фархада
- Іногам Адилов — Рома
- Максуд Атабаєв — слідчий
- Андрій Градов — бандит
- Валентина Давтян — епізод
- С. Єфремов — епізод
- Рано Кубаєва — епізод
- Н. Кадралієва — епізод
- Валерій Маргуліс — епізод
- Ольга Овчинникова — епізод
- Олена Никифорова — епізод
- Наталія Печоріна — епізод
- С. Ревозян — епізод
- Георгій Татонов — бандит
- Джавлон Хамраєв — слідчий
- І. Федорова — епізод
- Сайдо Курбанов — слідчий
- Назім Туляходжаєв — Гогі

## Знімальна група
- Режисер — Хабіб Файзієв
- Сценаристи — Ісфандіяр Іштірокіда, Ернст Бутін, Хабіб Файзієв
- Оператор — Володимир Климов
- Композитор — Енмарк Саліхов
- Художник — Анатолій Шибаєв